# Porto Viro
Porto Viro är en ort och kommun i provinsen Rovigo i regionen Veneto i Italien. Kommunen hade 14 217 invånare (2018).